# Calophasia atlantica
Calophasia atlantica là một loài bướm đêm trong họ Noctuidae.